# Lendak
Lendak és un poble i municipi d'Eslovàquia. Es troba a la regió de Prešov, al nord del país.

## Història
La primera referència escrita de la vila data del 1288.

## Demografia
| Godina             | 1994 | 2004    | 2014    | 2024   |
| ------------------ | ---- | ------- | ------- | ------ |
| Nombre de persones | 4018 | 4628    | 5153    | 5634   |
| Diferència         |      | +15,18% | +11,34% | +9,33% |

| Godina             | 2023 | 2024   |
| ------------------ | ---- | ------ |
| Nombre de persones | 5567 | 5634   |
| Diferència         |      | +1,20% |